# 黒部市立図書館
黒部市立図書館（くろべしりつとしょかん）は、富山県黒部市にある公共図書館。

## 概要
1901年（明治34年）4月23日に設立し、1902年（明治35年）11月18日に富山県内初の公立図書館として三日市町にて開館した下新川郡立図書館が前身である。その後1909年（明治42年）5月に下新川郡立農業学校附設下新川図書館に改名し、1922年（大正11年）4月に三日市町外二十三町村組合農業学校附設図書館となった。1952年（昭和27年）7月25日には桜井町立中央公民館図書館が開設されたことに伴い、旧郡立図書館の蔵書2,200冊余り引き継いだ。同年11月1日には町立図書館設置を申請し、同年12月16日に、正式に桜井町立図書館として開設された（創立当初の蔵書数は11,216冊、開館日数307日、閲覧人員27,900人、1日平均91人）。
その後、1953年（昭和28年）12月4日に富山県立図書館分館設置指定を受け、1954年（昭和29年）4月1日の黒部市の市制施行に伴い、黒部市中央図書館となった。同年5月20日（11月とする情報もある）には、生地分館も設置された。
1973年（昭和48年）4月1日に黒部市立図書館に改称し、同年4月25日に黒部市植木23番地1に新館が開館した（竣工式は同年4月21日）。1978年（昭和53年）7月には、黒部市民病院内に患者文庫を設置する。2001年（平成13年）7月28日、黒部市立図書館に松村ひさ江が寄贈した松村文庫が設置された。
2006年（平成18年）には宇奈月町との合併で黒部館（黒部市植木）と宇奈月館（黒部市宇奈月町）となった。
しかし、黒部市立図書館（黒部館）は老朽化が著しく非耐震となっていることから、2010年（平成22年）7月30日に図書館建設検討委員会が設置された。その後黒部市役所跡地に建設されることになった『くろべ市民交流センター』（通称、あおーよ）内へ移転されることになった。これに伴う移転作業のため、2023年（令和5年）6月1日から本館は休館となった
同年6月27日、黒部市議会においてくろべ市民交流センター『あおーよ』に移転する図書館の名称を『あおーよ図書館』、黒部市立図書館宇奈月館の名所を『黒部市立宇奈月図書館』とする条例改正案を可決した。
同年10月6日、本館が『あおーよ図書館』として再オープンした。

## 各館

### あおーよ図書館
所在地
富山県黒部市三日市725番地、『くろべ市民交流センター』（通称、あおーよ）内
図書館概要
建築面積1,930㎡、延床面積6,523㎡。蔵書冊数約17万冊。
くろべ市民交流センターはあおーよ図書館を核とする地域の交流・情報センターとして2023年（令和5年）10月6日に開館した。

### 宇奈月館
所在地
黒部市宇奈月町下立682（北緯36度51分37.2秒 東経137度32分33.7秒）
図書館概要
延床面積1,684㎡、蔵書冊数約7万冊、開架図書約3万7千冊
開館時間
午前9時 - 午後6時
休館日
毎週月曜日 （祝日等の場合は開館し、翌日に休館）、毎月最終木曜日および年末年始・蔵書総点検
1959年（昭和34年）4月1日（1958年（昭和33年）4月とする資料もある）に宇奈月町役場内に宇奈月町立図書館として開館。1993年4月以降は道の駅うなづきに併設されている、うなづき友学館の中にある。詳細は道の駅うなづき#うなづき友学館を参照。

## 旧黒部市立図書館（黒部館）
所在地
黒部市植木23-1（北緯36度52分45.3秒 東経137度26分45.2秒）
図書館概要
延床面積1,124㎡、蔵書冊数約17万冊、開架図書約6万2千冊

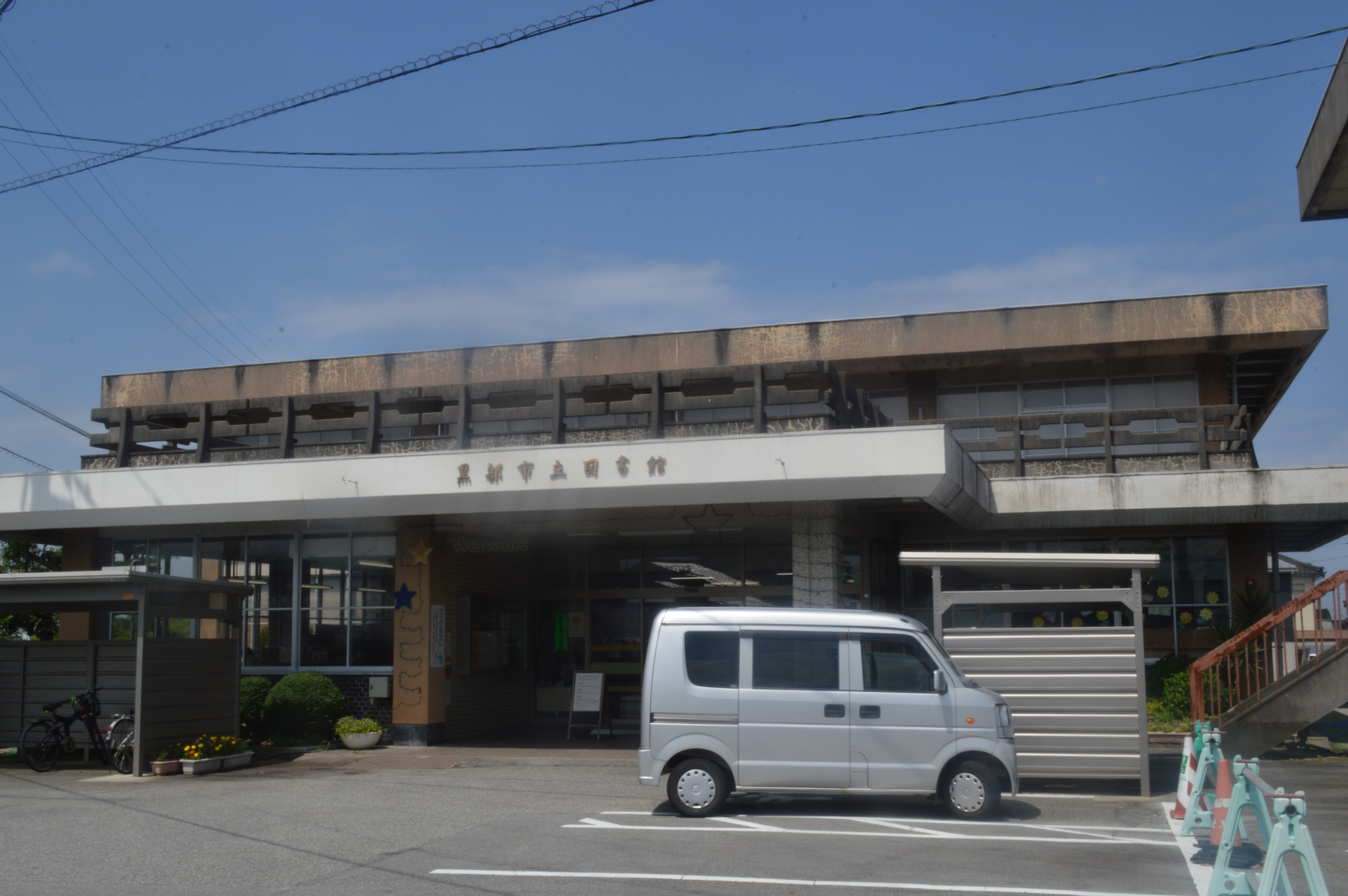
旧黒部市立図書館（黒部館）

旧黒部市立図書館（黒部館）は、1972年（昭和47年）9月30日に着工、1973年（昭和48年）3月30日に完成したものである。同年4月1日に黒部市立図書館に改称され、4月21日に竣工式挙行、4月25日に開館した。12月10日には富山県建築賞に入賞している。1974年（昭和49年）3月には南側に庭園工事が完成し。同年11月21日には館前広場が舗装された。
しかし、建物老朽化などのため、黒部市立図書館（黒部館）は2023年（令和5年）5月31日をもって閉館した。

## 移動図書館
かつては移動図書館車『あおぞら号』（1977年〔昭和52年〕3月30日購入）が1977年5月から1994年（平成6年）3月まで運用されていた。